# 海茨巴赫河
50°12′30.17″N 9°16′18.61″E / 50.2083806°N 9.2718361°E

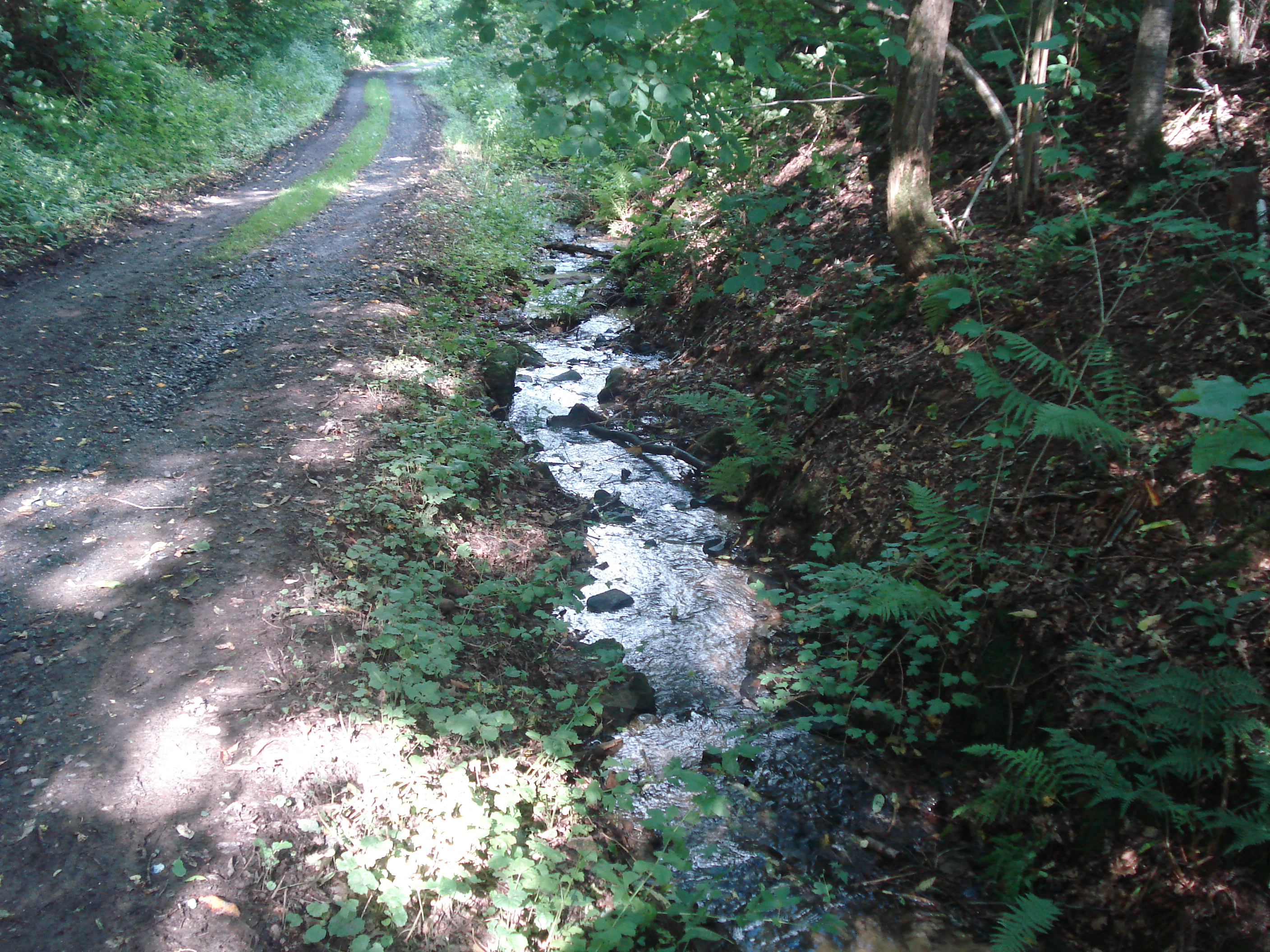

海茨巴赫河（德語：Haitzbach），是德國的河流，位於該國中部，由黑森州負責管轄，屬於比伯河的左支流，河道全長1.9公里，流域面積2.3平方公里。